# Taťána le Moigne
Taťána le Moigne (* 4. dubna 1967 Praha) je česká manažerka a lídryně v oblasti byznysu a digitálních technologií. Od roku 2006 do 2024 působila jako ředitelka české pobočky Google, později také regionální ředitelka pro Česko, Slovensko, Rumunsko a Maďarsko. V současnosti se věnuje projektům v oblastech strategického leadershipu, transformačnímu mentoringu, rozvojovým, komunitním a ekologickým aktivitám a investicím do společensky prospěšných technologických řešení.

## Profesní dráha
V roce 1989 získala inženýrský titul v oboru softwarového inženýrství na Vysoké škole ekonomické v Praze. V letech 1990–1992 pracovala ve společnosti Abakus Distribution a poté v letech 1992–1994 v Digital Equipment Corporation (dnešní Hewlett-Packard). Od roku 1994 do roku 2003 byla zaměstnancem společnosti Microsoft nejdříve v pražské, poté v mnichovské a londýnské pobočce.
V roce 2003 založila vlastní společnost poskytující služby v oblastech marketingové komunikace a PR. Ve stejném roce také založila 4bambini, společnost vydávající deskové hry zaměřené na vzdělávání dětí v oblasti důležitých životních hodnot. V roce 2005 vyšla první hra. Dnes jsou na trhu 4 hry: Nešťourej se v nose! (aneb Etiketa pro děti), Dávej bacha! (aneb Bezpečný start do života), Vadí? Nevadí! (aneb Nejsme všichni stejní) a To je bašta! (aneb Co jíme a proč). V květnu 2017 předala 4bambini do rukou Kristýny Křížové a Lucie Vlčkové, zakladatelek obchodů Agátin svět.
Od roku 2006 řídila českou pobočku společnosti Google  , zakládala ji jako první zaměstnanec v roce 2006. Později převzala zodpovědnost za vedení pro Česko, Slovensko, Rumunsko a Maďarsko. Pod jejím vedením vzrostl tržní podíl Googlu v Česku z přibližně 9 % na pozici jasné jedničky na trhu.  Její strategie se zaměřovala na podporu inovací, rozvoj partnerství, budování komunit a lokalizaci služeb. Významně se podílela na rozvoji exportního e-commerce a iniciovala Business Transformation Program, který měl za cíl zvýšit digitální konkurenceschopnost českých firem. Během svého působení se velice angažovala v oblasti digitálního vzdělávání, podpory neziskového sektoru a profesního rozvoje žen. V roce 2021 označila pandemickou transformaci práce za "maraton", který významně ovlivní kulturu a způsob vedení týmů.
Taťána le Moigne dlouhodobě podporuje projekty v oblasti kultivace leadershipu, podpory vzdělávání, rozvoje talentu, podpory žen, komunit a neziskových organizací. Patří mezi ně společnosti: YPO Česká republika (Young Presidents' Organization), European Leadership & Academic Institute (ELAI) kde je lektorkou, Aspen Institute Central Europe, je členkou správní rady, působí jako mentorka v programu Odyssey, je členkou dozorčí rady nadace Dobrý Anděl a členkou dozorčí rady Raiffeisen Bank. 
Po odchodu z Googlu se věnuje investičním, rozvojovým a komunitním projektům. Je investorkou a spoluzakladatelkou technologické platformy InTouch.family, zaměřené na podporu komunikace v rodině a podporu osamělých seniorů. Aktivně mentoruje lídry v transformačních obdobích se zaměřením na leadership a hodnotové rozhodování. Působí v Advisory Boardu společnosti Czechitas. Je spoluzakladatelkou a viceprezidentkou Inspire & Impact Network, kde vede strategii a vzdělávání a garantuje vzdělávací program Inspire Academy. Založila komunitní vzdělávací iniciativu Klánovická akademie v pražských Klánovicích. Jejím mottem je "Běž a zkus to!"

## Ocenění
V roce 2009 získala ocenění „Osobnost českého internetu“ v anketě Křišťálová Lupa. Od roku 2008 se pravidelně umisťuje v anketě Hospodářských novin „TOP ženy Česka“. V roce 2011 tuto anketu vyhrála, v letech 2012, 2013 a 2014 vyhrála v kategorii Telekomunikace, IT a Technologie a v roce 2018 byla Taťána le Moigne slavnostně uvedena do síně slávy. V roce 2014 získala cenu Osobnost HR. Od roku 2012 ji časopis Forbes opakovaně řadí mezi nejvlivnější ženy v České republice. Od roku 2021 ji časopis VOGUE řadí mezi nejvýznamnější osobnosti Česke republiky, v roce 2024 získala prestižní ocenění Vogue Leaders 2024 v oblasti byznys a inovace.

## Osobní život
Taťána le Moigne je vdaná, má jednoho syna a žije v Praze.